# پوری (شهر)
پوری (به انگلیسی: Puri) یک شهر در هند است که در شهرستان پوری واقع شده‌است.

## خصوصیات
پوری ۱۶٫۳۲۶۸ کیلومترمربع مساحت و ۲۰۱٬۰۲۶ نفر جمعیت دارد و ۰ متر بالاتر از سطح دریا واقع شده‌است.